# Plateau du Rekkam
Le plateau du Rekkam est un vaste plateau aride et rocailleux du nord-est marocain, circonscrit par la Haute-Moulouya à l'ouest, le pseudo-massif de Debdou au nord, la route nationale 17 reliant Oujda à Bouarfa à l'est (au-delà duquel il est prolongé par les hauts plateaux algériens) et les rides prolongeant le Haut Atlas oriental autour de Talsint et Anoual au sud. Il s'agit d'un haut-plateau d'une altitude oscillant entre 1100 et 1600 mètres, la majeure partie du territoire étant comprise entre 1200 et 1450 mètres. De par son altitude, le plateau est régulièrement l'objet de précipitations neigeuses. Steppique, le plateau du Rekkam est en partie recouvert d'alfa et d'armoise. Le centre de ce plateau faiblement peuplé est administrativement occupé par la commune de Maatarka.
Du point de vue anthropologique, ce vaste plateau est une terre d'élevage extensif ovin, caprin et  camelin, territoire de parcours des éleveurs Beni Guil. Les confins occidentaux du plateau correspondent au territoire tribal des Oulad El Haj et les confins méridionaux à celui des Aït Seghrouchen .